# Nordförbundet
Nordförbundet (ryska Sievernoje obstjestvo) kallades den ena av de båda ryska revolutionära föreningar, som 1821 utgick ur det så kallade Välfärdssällskapet (Soyuz blagodenstviya). Det norra hemliga sällskapet, som hade sitt säte i Sankt Petersburg, leddes av Nikita Muravjev, furst Obolenskij och Nikolaj Turgenev. Dess program, som utarbetades av Muravjev, upptog följande huvudpunkter: det ryska folkets oavhängighet och lagstiftningsrätt, likhet inför lagen samt tryck- och församlingsfrihet. Ryssland skulle bli en federativ stat med Nizjnij Novgorod som regeringscentrum, kejsaren konstitutionell monark med ministeransvarighet och parlamentet bestå av två kamrar med 450 medlemmar. Efter "Decemberupprorets" undertryckande blev 61 medlemmar av Nordförbundet dömda till Sibirien, bland dem Ivan Jakusjkin.